# بلدة كوشكنار
 بلدة كوشكنار  (بالفارسية: بخش بخش كوشكنار شهرستان گاوبندى (پارسيان) )، إحدى البلدات التابعة لمدينة القابندية في محافظة هرمزغان في جنوب إيران.

## السكان
يبلغ عدد سكان « بلدة كوشكنار » (بخش كوشكنار شهرستان گاوبندى (پارسيان)) 19795 نسمة حسب تعداد السكان لعام 2006 للميلاد. تتبع هذه البلدة حوالي 16 قرية صغيرة وكبيرة.

## حدود بلدة كوشكنار
حدود بلدة كوشكنار: من الشمال مدينة اشكنان ومن الجنوب مياه الخليج، ومن الغرب عسلوية، ومن الشرق تنتهي به البلدة المركزية (القابندية).